# The Brain Center at Whipple's
"The Brain Center at Whipple's" is een aflevering van de Amerikaanse televisieserie The Twilight Zone. Het scenario werd geschreven door Rod Serling.

## Plot
Wallace V. Whipple, de eigenaar van een groot bedrijf, besluit zijn fabriek te moderniseren door een machine genaamd de "X109B14 modified transitorized totally automated machine" te installeren. Deze machine zal het werk van zijn normale werknemers overnemen.
Enkele van de werknemers protesteren en proberen Whipple ervan te overtuigen dat de waarde van een mens groter is dan die van een machine. Maar hun protesten zijn aan dovemans oren gericht.
Whipple’s obsessie met machines gaat steeds verder. Op den duur zelfs zo ver dat de raad van bestuur Whipple niet meer in staat acht goed leiding te geven. Ze dwingen hem met pensioen te gaan. In de slotscène sluit een verslagen Whipple zich aan bij zijn voormalige werknemers in de bar. Een robot runt nu zijn kantoor.

## Rolverdeling
- Richard Deacon: Wallace V. Whipple
- Paul Newlan: Hanley
- Ted de Corsia: Dickerson
- Thalmus Rasulala: technicus

## Trivia
- De robot die Whippel vervangt is Robby the Robot uit de film Forbidden Planet. Hij was al eerder te zien in de afleveringen One for the Angels en Uncle Simon.
- Het muziekalbum Hostile Ambient Takeover van The Melvins bevat een nummer vernoemd naar deze aflevering.